# Heidi Zimmermann
Heidi Zimmermann, avstrijska alpska smučarka, * 1. maj 1946, Zürs, Avstrija.
Nastopila je na Svetovnem prvenstvu 1966, kjer je osvojila srebrno medaljo v veleslalomu in bronasto v kombinaciji. V svetovnem pokalu je tekmovala štiri sezone med letoma 1967 in 1970. V skupnem seštevku svetovnega pokala je bila najvišje na šestnajstem mestu leta 1967. Leta 1969 je postala avstrijska državna prvakinja v veleslalomu.